# El Alfa
Эммануэль Эррера Батиста (исп. Emanuel Herrera Batista), более известный по сценическому имени El Alfa — доминиканский дэмбоу-исполнитель.

## Карьера
El Alfa известен своей музыкой в стиле дэмбоу.
В 2015 году El Alfa был приговорён к 15 дням общественных работ за оскорбление отцов-основателей Доминиканской Республики в своём клипе. Президент института имени Дуарте, Сезар Ромеро призвал к бойкоту и уничтожению альбомов El Alfa за неуважение к отцам-основателям. Частью приговора El Alfa были уборка площади Пласа-де-ла-Бандера и исполнение государственного гимна по два часа в день в течение пятнадцати дней подряд. Кроме того, El Alfa было приказано раздавать просветительские брошюры об отцах-основателях на перекрёстке в Санто-Доминго. Эммануэль считает ситуацию недоразумением.
В 2018 он отметил десятилетие своей карьеры концертом в Паласио-де-лос-Депортес Вирджилио Травьесо Сото, став первым исполнителем, выступившим там. Он выпустил совместные работы с Anuel AA, Bad Bunny и Nicky Jam. В ноябре 2018 El Alfa выпустил сингл «Mi Mami», записанный при участи Карди Би.

## Дискография

### Студийные альбомы
| Год  | Название    | Детали                                                                                | Высшая позиция в чартах | Высшая позиция в чартах |
| Год  | Название    | Детали                                                                                | US Latin                | US Latin Rhythm         |
| ---- | ----------- | ------------------------------------------------------------------------------------- | ----------------------- | ----------------------- |
| 2017 | Disciplina  | - Выпущен: 11 августа 2017 - Лейбл: El Jefe - Формат: CD, цифровая загрузка, стриминг | 45                      | 11                      |
| 2018 | El Hombre   | - Выпущен: 2 ноября 2018 - Лейбл: El Jefe - Формат: CD, цифровая загрузка, стриминг   | 7                       | 6                       |
| 2020 | El Androide | - Выпущен: 15 мая 2020 - Лейбл: El Jefe - Формат: Цифровая загрузка, стриминг         | 9                       | 6                       |

### Синглы
- «Dema GaGeGiGoGu» при участии Bad Bunny
- «Lo Que Yo Diga» при участии Farruko, Miky Woodz[англ.], Bad Bunny и Jon Z[англ.][2]
- «Suave»[2]
- «La Romana[англ.]» при участии Bad Bunny
- «Mi Mami» при участии Карди Би[8]
- «Pa' Jamaica» при участии Big O
- «Con Silenciador» при участии Anuel AA[8]
- «Tecnobow» при участии Diplo[8]
- «Banda de Camión»
- «Ruleta» при участии Yomel El Meloso
- «Que Fue» при участии Tali Goya

### Чарты
| Год                                               | Сингл                                                    | Высшая позиция в чартах | Высшая позиция в чартах | Высшая позиция в чартах | Высшая позиция в чартах | Высшая позиция в чартах | Высшая позиция в чартах | Высшая позиция в чартах | Альбом      |
| Год                                               | Сингл                                                    | ARG                     | BEL                     | NL                      | SPA                     | US Latin                | US Latin Digital        | US Dance                | Альбом      |
| ------------------------------------------------- | -------------------------------------------------------- | ----------------------- | ----------------------- | ----------------------- | ----------------------- | ----------------------- | ----------------------- | ----------------------- | ----------- |
| 2018                                              | «Mi Mami» (при участии Карди Би)                         | —                       | —                       | —                       | —                       | 42                      | 9                       | —                       | El Hombre   |
| 2018                                              | «La Romana» (Bad Bunny при участии El Alfa)              | —                       | —                       | —                       | 80                      | 13                      | 5                       | —                       | X 100pre    |
| 2019                                              | «Que Calor» (Major Lazer при участии J Balvin и El Alfa) | 70                      | —                       | 91                      | 18                      | 13                      | 1                       | 6                       | Lazerism    |
| 2019                                              | «Imaginate» (Tito el Bambino, Pitbull и El Alfa)         | —                       | —                       | —                       | —                       | —                       | 24                      | —                       |             |
| 2019                                              | «Coronao Now» (при участии Lil Pump)                     | —                       | —                       | —                       | 82                      | 31                      | 19                      | —                       | El Androide |
| 2020                                              | «4K» (совместно с Darell и Noriel)                       | 33                      | —                       | —                       | 66                      | —                       | —                       | —                       |             |
| 2020                                              | «Mera Woo»                                               | —                       | —                       | —                       | —                       | —                       | 18                      | —                       |             |
| 2020                                              | «Pam» (Джастин Квилес при участии Дэдди Янки и El Alfa)  | 26                      | —                       | —                       | 1                       | 33                      | —                       | —                       |             |
| «—» обозначает запись, которая не попала в чарты. |                                                          |                         |                         |                         |                         |                         |                         |                         |             |

### Комментарии
1. ↑  «Que Calor» не вошёл в чарт Ultratop chart, но достиг высшей позиции под номером 11 в чарте Flemish Ultratip chart.